# Paul McCrane
Paul David McCrane (Filadelfia, Pensilvania, 19 de enero de 1961) es un actor estadounidense de televisión, cine y teatro, con apariciones en teatro, y director ocasional de televisión. Algunos de sus papeles incluyen al criminal Emil Antonowsky en RoboCop, Montgomery McNeil en Fama, al astronauta Pete Conrad en From the Earth to the Moon, al mutante Leonard Betts en The X-Files, al doctor Robert Romano en la serie ER y Josh "Puck" Peyton en Harry's Law, papel con el que ganó un Emmy al mejor actor invitado en Serie dramática el año 2011.

## Biografía
McCrane nació en Filadelfia, Pensilvania, hijo de Eileen C. (de soltera Manyak), enfermera, y James J. McCrane, Jr., actor y escritor. Tiene un hermano, Jim, y tres hermanas, Maureen, Barbara y Deirdre. Su familia se mudó a Richboro, Pensilvania, donde vivió hasta que se mudó a la ciudad de Nueva York después de graduarse de la Escuela Preparatoria Holy Ghost en 1978. Estudió teatro en HB Studio en la ciudad de Nueva York.

## Carrera
Uno de sus primeros papeles, cuando solo tenía 18 años, es en una breve escena en Rocky II, interpretando a un paciente con múltiples fracturas que le pide un autógrafo a Rocky Balboa en el yeso de su cabeza ("¡Oye, Rocky... firma mi cabeza!").
Con abundante cabello rojo, McCrane interpretó al sincero Montgomery MacNeil en Fama (1980). Fue el vocalista principal de tres canciones del largometraje: «Dogs in the Yard» y «Miles from Here». Como cantautor solista, compuso la letra y música de la canción «Is it Okay if I Call You Mine?», que fue incluida en la banda sonora. También interpretó la canción «I Sing the Body Electric» a dúo con Irene Cara.

## Características
El actor es conocido por aceptar papeles en los que los protagonistas experimentan dolor, lesiones horribles o muertes violentas. McCrane entró en la cultura pop en 1987 con su papel del villano Emil Antonowsky en RoboCop. La escena en que Emil intenta destruir a RoboCop con su camioneta en una fábrica abandonada, transcurre de la siguiente manera: la camioneta choca contra un tanque lleno de residuos tóxicos y lo derriten por completo. La mutación de fusión del personaje se inspiró en la película de ciencia ficción The Incredible Melting Man (1977). El especialista de efectos especiales, Rob Bottin, diseñó y fabricó las prótesis de Emil, a la vez que creó un casco de látex de espuma y guantes a juego, dando la apariencia de que su piel se derrite «de sus huesos como malvavisco». Se aplicó una pieza, con mayor degradación, sobre otra y el especialista en maquillaje Stephan Dupuis, pintó sección del cuerpo del actor de una manera diferente para enfatizar su dolencia del personaje. Las prótesis se aplicaron a un maniquí articulado para mostrar a Emil siendo golpeado por el automóvil de Clarence Boddicker (papel interpretado por Kurtwood Smith). La cabeza se aflojó para que saliera volando y, por casualidad, rodó sobre el capó del automóvil, mientras que el efecto se completó con el cuerpo licuado de Emil (pollo crudo, sopa y salsa) bañando el parabrisas. La escena iba a ser eliminada en un primer lugar por lo explícito de la muerte del personaje, sin embargo, los productores la dejaron porque al público en un pase de prueba les había encantado. La muerte de este personaje es considerada como la más brutal y a su vez, la favorita de muchos fanes de la película. 
Otros ejemplos de muertes del actor destacan: la del diputado Bill Briggs, en The Blob, donde se le rompió la espina dorsal y fue lanzado entre dos estantes para libros para luego ser derretido lentamente o el brazo del Dr. Romano había sido agarrado por el rotor antitorque de un helicóptero y luego moría aplastado por otro helicóptero. En la serie The X-Files donde interpretaba Leonard Betts fue decapitado por una ambulancia, y luego en el episodio siguiente explotó en un automóvil; entre otros papeles.

## Otros trabajos
Como director, McCrane ha dirigido varios episodios de la serie ER —después de su salida de la serie—, Without a Trace, The West Wing y Law and Order.
Como Robert Romano en ER, participó en siete temporadas, siendo invitado en las dos primeras, para luego ser parte del elenco estable desde la sexta hasta la décima temporada.
Apareció además en la quinta temporada de la serie 24, interpretando a un misterioso villano conocido como Graham Bauer.

## Vida personal
Lleva desde 1998 casado con Dana Kellin, diseñadora de joyas, y tienen dos niños, William Thomas y Noa Catherine.

## Filmografía

### Cine
| Año  | Título                   | Rol                  | Notas                                                                        |
| ---- | ------------------------ | -------------------- | ---------------------------------------------------------------------------- |
| 1979 | Rocky II                 | Pete                 |                                                                              |
| 1980 | Fame                     | Montgomery MacNeill  | Nominado — Young Artist Award for Best Leading Young Actor in a Feature Film |
| 1984 | The Hotel New Hampshire  | Frank                |                                                                              |
| 1984 | Purple Hearts            | Brenner              |                                                                              |
| 1987 | RoboCop                  | Emil Antonowsky      |                                                                              |
| 1988 | The Blob                 | Deputado Bill Briggs |                                                                              |
| 1994 | The Shawshank Redemption | Guardia              |                                                                              |
| 2000 | The Last Producer        | Austin Green         |                                                                              |
| 2012 | Atlas Shrugged II        | Wesley Mouch         |                                                                              |
| 2017 | Take the 10              | Carey                |                                                                              |

### Televisión
| Año             | Título                         | Rol                     | Notas |
| --------------- | ------------------------------ | ----------------------- | --- |
| 1982            | Nurse                          | George Nicholas         | 1 episodio |
| 1986            | Hill Street Blues              | Albert Sawyer           | 1 episodio |
| 1989            | The Equalizer                  | Crocker                 | 1 episodio |
| 1989            | Wiseguy                        | Johnny Medley           | 4 episodios |
| 1990            | Cop Rock                       | Det. Bob McIntire       | 9 episodios |
| 1992            | The Adventures of Superboy     | Chaos                   | 2 episodios |
| 1993            | Law & Order                    | James Lee Pawl          | 1 episodio |
| 1993            | Sirens                         | Leon                    | 1 episodio |
| 1993            | The Commish                    | Neil Perry              | 1 episodio |
| 1994            | North and South                | Klawdell                | Miniserie, 1 episodio |
| 1994–1995       | Under Suspicion                | Detective Patrick Clark | 18 episodioa |
| 1996            | Chicago Hope                   | Bob Broussard           | 1 episodio |
| 1996            | Champs                         | Dr. Herb Barton         | Main role, 12 episodio |
| 1997            | The X-Files                    | Leonard Morris Betts    | Episodio: "Leonard Betts" |
| 1997–2003; 2008 | ER                             | Robert Romano           | Main role, 107 episodios Won—Screen Actors Guild Award for Outstanding Performance by an Ensemble in a Drama Series (1999) Nominated—Screen Actors Guild Award for Outstanding Performance by an Ensemble in a Drama Series (2000–01) |
| 1997            | Touched by an Angel            | Grant Abbott            | 1 episodio |
| 1997            | Life with Louie                | Mel                     | Voz, 1 episodio |
| 1997            | The Practice                   | Martin Parks            | 2 episodios |
| 1998            | From the Earth to the Moon     | Pete Conrad             | Miniseries, 1 episodio |
| 2001            | Citizen Baines                 | Sherman Bloom           | 2 episodios |
| 2005            | Unscripted                     | Support Group Leader    | 1 episodio |
| 2006–2007       | 24                             | Graem Bauer             | personaje recurrente, 9 episodios |
| 2008            | Ugly Betty                     | Attorney Weitz          | 1 episodio |
| 2010            | CSI: Crime Scene Investigation | Phil Carpenter          | 1 episodio |
| 2011            | Harry's Law                    | Josh Peyton             | personaje recurrente, 7 episodioss Emmy al mejor actor invitado |
| 2013            | Major Crimes                   | Agente Mark Evans       | 1 episodio |
| 2015            | Under the Dome                 | Patrick Walters         | 2 episodios |
| 2019-2021       | All Rise                       | Judge Jonas Laski       | personaje recurrente, 12 episodios |
| 2022            | The Offer                      | Jack Ballard            | Miniseries, 5 episodios |
| 2022            | The Terminal List              | Mike Tedesco            | 3 episodios |